# Cecil Payne
Cecil Payne (14 décembre 1922 – 27 novembre 2007) est un saxophoniste de jazz américain, né à Brooklyn, un quartier de New York.
Il a joué avec des géants du jazz tels que Dizzy Gillespie et Randy Weston, à côté de sa carrière solo en tant que leader d'une formation.
Payne jouait principalement du saxophone baryton : selon Brian Morton et Richard Cook, « Avec Leo Parker, Cecil Payne a beaucoup fait pour adapter le lourd baryton aux transitions rapides et aux extrémités tonales du bebop ». Il jouait également du saxophone alto et de la flûte.

## Biographie

### Débuts
Payne reçut son premier saxophone à l'âge de 13 ans ; il en avait demandé un à son père après avoir entendu Honeysuckle Rose de Count Basie, joué par Lester Young. Payne prit des leçons chez un saxophoniste alto du quartier, Pete Brown.

### Carrière
Payne commence sa carrière professionnelle avec J. J. Johnson sur le label Savoy en 1946. La même année, il commence à jouer avec Roy Eldridge, grâce auquel il rencontre Dizzy Gillespie. Ses premiers enregistrements sont principalement dans le style swing, jusqu'à son embauche par Dizzy Gillespie. Payne reste dans la formation de Gillespie jusqu'en 1949 ; on peut notamment entendre ses solos sur Ow! et Stay On It. Au début des années 1950, il travaille avec Tadd Dameron, ainsi qu'avec Illinois Jacquet de 1952 à 1954. Il entame alors une carrière en indépendant à New York et joue fréquemment avec Randy Weston, avec lequel il travaille jusqu'en 1960. Payne enregistre encore régulièrement pour le label Delmark Records dans les années 1990, à plus de soixante-dix ans, et même au début du nouveau millénaire.

## Vie privée
Payne était le cousin du trompettiste Marcus Belgrave, avec lequel il a brièvement travaillé. À côté de sa carrière de musicien, Payne a travaillé dans l'entreprise de son père dans les années 1950. Payne a dit un jour que ses parents lui avaient fortement recommandé de réfléchir à une carrière de dentiste. Il refusa en arguant que personne ne confierait ses dents à un "Dr. Payne" (qui sonne comme "Dr. Douleur" en anglais).

## Discographie non exhaustive
- Jazz a la Bohemia (1956), The Randy Weston trio plus Cecil Payne
- With These Hands (1956), The Randy Weston trio plus Cecil Payne[6],[7]
- Patterns of Jazz (1956), son premier album Savoy Records[8],[9]
- Performing Charlie Parker Music (1961) (Collectables)
- Cerupa  (1993) (Delmark-478)
- Scotch and Milk (1997) (Delmark DE-494)
- Payne's Window (1999) (Delmark DE-509)
- The Brooklyn Four Plus One (1999) (Progressive)
- Chic Boom: Live at the Jazz Showcase (2001) (Delmark DE-529) avec le saxophoniste ténor Eric Alexander.